# 怪奇!YesどんぐりRPG
怪奇!YesどんぐりRPG（かいきイエスどんぐりアールピージー）は、異なる事務所に所属するピン芸人3人からなる日本のお笑いユニット。

## メンバー
ボケ・ツッコミといった役割の概念は基本的に無く、全員がギャグ担当。
Yes!アキト（イエスアキト、1990年6月11日 - ）（34歳）
山形県生まれ、北海道札幌市北区出身。
本名：皆月 明人（みなつき あきと）
サンミュージックプロダクション所属（結成当初はフリー）。
メンバーカラーは赤。
どんぐりたけし（1992年8月27日 - ）（32歳）
茨城県牛久市出身。
本名：大野 剛史（おおの たけし）
ケイダッシュステージ所属。
メンバーカラーは緑。
サツマカワRPG（サツマカワアールピージー、1991年1月26日 - ）（34歳）
山梨県甲府市出身。
本名：薩川 凜（さつかわ りん）
ケイダッシュステージ所属。
メンバーカラーは青。

## 来歴
ケイダッシュステージに所属するどんぐりとサツマカワ、当時はフリーで活動していたアキトが出会い、全員一発ギャグを得意とする共通点からユニットを結成。M-1グランプリ2018にエントリー、3回戦で披露した「プレイヤーチェンジ」のネタで注目を浴びる。M-1グランプリ2019でも3回戦進出。M-1グランプリ2021・M-1グランプリ2022では準々決勝まで進出している。
サツマカワは、かつて吉本興業所属のTEAM近藤と「TEAMサツマカワ」を組んでM-1グランプリに出場していたが、2018年は事務所の都合で一緒に出られなくなり、アキトとどんぐりを誘ってこのユニットを結成。サツマカワは「僕らは元々、各々が人間ではなく“一発ギャグ”で、北海道の一発ギャグ（アキト）、茨城の一発ギャグ（どんぐり）、山梨の一発ギャグ（サツマカワ）が集まって人間の形になった」と話している。
2018年12月、クラウドファンディングにより大阪ライブの開催資金を募ったところ、目標の4倍近い金額を集める。2019年5月を以てアキトがサンミュージックプロダクション入りを公表、所属事務所の異なるメンバーのユニットとなった。そのため、ユニットとしての公式プロフィールは双方の事務所サイトに掲載されていない。
また、ピン芸人としての仕事が入ったためメンバーが欠けた状態でライブ出演する場合は、欠けたメンバーの名前を冠した「Yes抜き」や「RPG抜き」などの注釈がついた名前になる。
M-1グランプリ2024にエントリーし、どんぐりとサツマカワの2人で「ロボドカーン」というコンビでも出場をした。このコンビの時、どんぐりは普段通りのようにギャグに徹していてサツマカワはギャグとツッコミの二刀流であった。

## 芸風
- 「プレイヤーチェンジ、プレイヤーチェンジ…」とつぶやきながら立ち位置を変更し、ローテーション式に一発ギャグを披露していく。持ちギャグさえあれば誰でも参加可能のため、ライブなどで他の芸人とコラボしたり4人以上で行うこともある。
  - 3人集まってM-1のネタを考えていたところ、自分たちが得意な一発ギャグを活かすため深夜のテンションで試作したもの。本人たちは「プレイヤーチェンジ」のコールを発した瞬間に客席が沸いたのを見て驚いたという[5]。
- 応援団 - 野球選手の姿をしたアキトの動きに合わせて、応援団役のどんぐりとサツマカワが替え歌ギャグをアテレコする。
- ムール貝  -「◯◯かい、ムール貝、酒蒸しにして〜いや、酒蒸しにしたら、酔っ払っちゃうよ〜ン様、ンサタバサ、何入ってると思います〜?」と上手側の観客に問いかけ、右腕に提げている設定の鞄からギャグのキーとなるアイテムを出すことをきっかけに、それぞれがギャグを披露していくのを繰り返す。ネタの後半で、「酒蒸しにしたら、美味しい!」などとパターンを崩しオチへ繋げていく。
  - なお、2021年10月頃からは「◯◯かい、ムール貝、酒蒸しにて〜いや、酒蒸しよりパエリアにされたかったな〜んでやね〜んぶつ〜、ギャグ唱えさせて〜!」や「ホタテ貝、網焼きにして〜いや、網焼きにしたら火傷しちゃうね〜、丑寅卯ーバーイーツ、ウーバーイーツ、ギャグお届けに参りました〜!」のバリエーションもある。

## 出演

### テレビ
- 前略、西東さん（中京テレビ） - 2019年2月23日
- クーリングオフ型ネタ見せ番組 金返せショー（フジテレビ） - 2019年2月3日
- ウチのガヤがすみません!（日本テレビ） - 2019年3月5日・4月23日
- Aマッソのゲラニチョビ（静岡朝日テレビ）
- 行列のできる法律相談所（日本テレビ） - 2019年10月27日
- JOYのASOBU-TV JOYnt!（群馬テレビ）
- 有吉の壁 ゴールデンの壁を越えろ!若手予選会!（日本テレビ） - 2019年9月30日
- お願い!ランキング（テレビ朝日） - 2019年11月5日
- ヒルナンデス!（日本テレビ） - 2019年12月23日
- 有田P おもてなす（NHK） - 2020年2月15日
- 歌ネタゴングSHOW 爆笑!ターンテーブル（TBSテレビ） - 2020年4月3日・5月30日・7月11日
- ノンストップ!（フジテレビ） - 2020年4月8日
- 千鳥のクセがスゴいネタGP（フジテレビ） - 2020年10月8日・11月5日・12月10日・2021年5月13日
- お笑いオムニバスGP（フジテレビ） - 2021年5月9日
- 賞金奪い合いネタバトル ソウドリ〜SOUDORI〜（TBSテレビ） - 2021年6月22日・29日
- オンエア決めろ!ー笑武ー（BSJapanext） - 2022年7月5日
- トーキョーゲキ推しRPG（YBSテレビ） - 2022年10月8日[7]
- 超入門!落語 THE MOVIE「長屋の算術」（2023年3月26日、NHK総合） - 住人 役

### ラジオ
- 怪奇!YesどんぐりRPGの部屋（YBSラジオ、2020年2月29日）
- 爆笑問題の日曜サンデー（TBSラジオ、2020年5月31日）
- マンドリルカレーpresents「怪奇!YesどんぐりRPGのラジオばあちゃんの踊り場の間ん家のうさぎ」（ラジオ関西、2021年10月8日 - 2022年3月30日）
- 怪奇!YesどんぐりRPGのオールナイトニッポンPODCAST（ニッポン放送 PODCAST STATION、2022年12月3日 - 31日）[8]

## 賞レース戦歴

### M-1グランプリ
| 年度             | 結果         | エントリーNo. | 備考 |
| ---------------- | ------------ | ------------- | ---- |
| 2018年（第14回） | 3回戦進出    | 2221          |      |
| 2019年（第15回） | 3回戦進出    | 305           |      |
| 2020年（第16回） | 2回戦進出    | 493           |      |
| 2021年（第17回） | 準々決勝進出 | 758           |      |
| 2022年（第18回） | 準々決勝進出 | 2460          |      |
| 2023年（第19回） | 3回戦進出    | 2634          |      |
| 2024年（第20回） | 3回戦進出    | 4187          |      |

### その他戦歴
- 第40回今宮子供えびすマンザイ新人コンクール福娘大賞（賞品：お米30kg）
- キングオブコント2019 2回戦進出[10]
- 歌ネタ王決定戦2019 準決勝進出
- キングオブコント2020 1回戦敗退[11]
- 賞金奪い合いネタバトル ソウドリ〜SOUDORI〜シーズン2 優勝
- 第4回AUN〜コンビ大喜利王決定戦〜 優勝[12] ※「サツマカワRPG&Yes!アキト」として出場[注 4]
- 第2回 笑ラウドネスGP 決勝13位[13]
- キングオブコント2022 準々決勝進出[14]

ほか、メンバー個人参加の賞レースだが、R-1グランプリ2024では初めて3人ともが準決勝進出を果たしている。

## 主なライブ
2018年
- 9月7日 - サツマカワRPG達のオールナイト9（LOFT9）
- 11月18日 - 怪奇!YesどんぐりRPG号外爆売れミーティング!!!（LOFT9）

2019年
- 1月6日 - 新春!怪奇!YesどんぐりRPG in 大阪!!（なんば紅鶴）
  - 【一部】、【二部】、大打ち上げ!!

- 1月14日 - 怪奇!YesどんぐりRPG激突てっぺんミーティング!!!（LOFT9）
- 7月16日 - 大阪でもネタが見たい!vol.2 〜怪奇!YesどんぐりRPG編〜（Loft PlusOne West）

### 単独ライブ
2019年
- 7月28日 - 「デビナポリ芸人しんいち」（新宿バティオス）
- 8月3日 - もーっと!デビナポリ芸人しんいち〜即完御礼追加公演!!（新宿バッシュ）

2022年
- 4月10日 - 怪奇!YesどんぐりRPG裏ライブ｢?｣（草月ホール）
- 4月10日 - 怪奇!YesどんぐりRPG単独ライブギャし野グん『恋』（草月ホール）